# Balón de Oro 2006

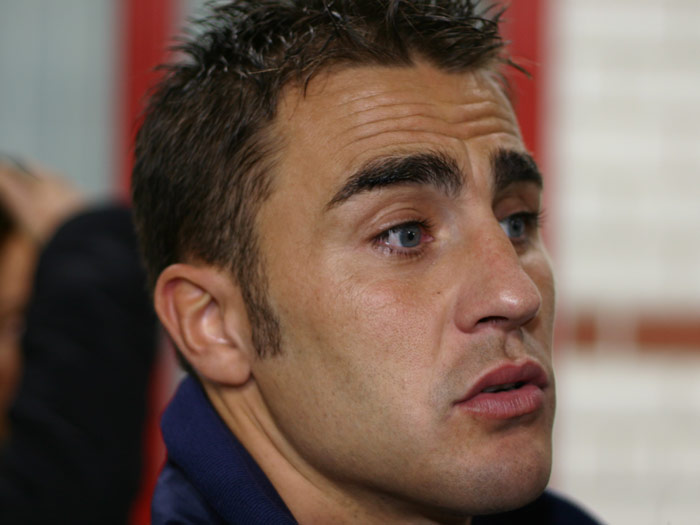
Fabio Cannavaro, ganador del Balón de Oro en la edición de 2006

La edición de 2006 del Balón de Oro, 51.ª edición del premio de fútbol creado por la revista francesa France Football, fue ganada por el italiano Fabio Cannavaro (Juventus / Real Madrid).
El jurado estuvo compuesto por 52 periodistas especializados, de cada una de las asociaciones miembros de la UEFA: Albania, Alemania, Andorra, Armenia, Azerbaiyán, Austria, Bélgica, Bielorrusia, Bosnia-Herzegovina, Bulgaria, Chipre, Croacia, Dinamarca, Escocia, Eslovaquia, Eslovenia, España, Estonia, Finlandia, Francia, Gales, Georgia, Grecia, Hungría, Inglaterra, Irlanda, Irlanda del Norte, Islandia, Islas Feroe, Israel, Kazajistán, Italia, Letonia, Liechtenstein, Lituania, Luxemburgo, Macedonia, Malta, Moldavia, Noruega, Países Bajos, Polonia, Portugal, República Checa, Rumanía, Rusia, San Marino, Suecia, Suiza, Turquía, Ucrania y Yugoslavia.
El resultado de la votación fue publicado en el número 3164 de France Football, el 28 de noviembre de 2006.

## Sistema de votación
Cada uno de los miembros del jurado elige a los que a su juicio son los cinco mejores futbolistas del mundo que jueguen en una liga europea de una lista previa de 50 jugadores. El jugador elegido en primer lugar recibe cinco puntos, el elegido en segundo lugar cuatro puntos y así sucesivamente.
De esta forma, se repartieron 780 puntos, siendo 260 el máximo número de puntos que podía obtener cada jugador (en caso de que los 51 miembros del jurado le asignaran cinco puntos).

## Clasificación final
| Puesto | Jugador              | Equipo                    | Votos | Votos | Votos | Votos | Votos | Votos | Puntos |
| Puesto | Jugador              | Equipo                    | 1º    | 2º    | 3º    | 4º    | 5º    | Total | Puntos |
| ------ | -------------------- | ------------------------- | ----- | ----- | ----- | ----- | ----- | ----- | ------ |
| 1º     | Fabio Cannavaro      | Real Madrid               | 20    | 12    | 5     | 5     |       | 42    | 173    |
| 2º     | Gianluigi Buffon     | Juventus                  | 14    | 6     | 8     | 2     | 2     | 32    | 124    |
| 3º     | Thierry Henry        | Arsenal                   | 6     | 15    | 5     | 6     | 4     | 36    | 121    |
| 4º     | Ronaldinho           | Barcelona                 | 2     | 5     | 6     | 10    | 5     | 28    | 73     |
| 5º     | Zinedine Zidane      | Real Madrid               | 6     | 4     | 5     | 3     | 4     | 22    | 71     |
| 6º     | Samuel Eto´o         | Barcelona                 | 2     | 3     | 9     | 6     | 6     | 26    | 67     |
| 7º     | Miroslav Klose       | Werder Bremen             |       | 1     | 4     | 4     | 5     | 14    | 29     |
| 8º     | Didier Drogba        | Chelsea                   |       | 1     | 3     | 5     | 2     | 11    | 25     |
| 9º     | Andrea Pirlo         | Milan                     |       | 2     | 1     | 2     | 2     | 7     | 17     |
| 10º    | Jens Lehmann         | Arsenal                   | 1     | 1     |       | 2     |       | 4     | 13     |
| 11º    | Deco                 | Barcelona                 |       |       | 2     | 2     | 1     | 5     | 11     |
|        | Kaká                 | Milan                     |       |       | 1     | 2     | 4     | 7     | 11     |
| 13º    | Franck Ribéry        | Olympique de Marsella     |       | 1     |       |       | 5     | 6     | 9      |
| 14º    | Gennaro Gattuso      | Milan                     | 1     |       |       |       |       | 1     | 5      |
|        | Patrick Vieira       | Juventus / Internazionale |       | 1     |       |       | 1     | 2     | 5      |
|        | Cristiano Ronaldo    | Manchester United         |       |       | 1     |       | 2     | 3     | 5      |
| 17º    | Frank Lampard        | Chelsea                   |       |       | 1     |       |       | 1     | 3      |
|        | / Lukas Podolski     | Colonia / Bayern Múnich   |       |       | 1     |       |       | 1     | 3      |
|        | Carles Puyol         | Barcelona                 |       |       |       |       | 3     | 3     | 3      |
| 20º    | Juninho Pernambucano | Olympique de Lyon         |       |       |       | 1     |       | 1     | 2      |
|        | Lionel Messi         | Barcelona                 |       |       |       | 1     |       | 1     | 2      |
|        | Luca Toni            | Fiorentina                |       |       |       | 1     |       | 1     | 2      |
|        | John Terry           | Chelsea                   |       |       |       |       | 2     | 2     | 2      |
|        | Gianluca Zambrotta   | Juventus / Barcelona      |       |       |       |       | 2     | 2     | 2      |
| 25º    | Philipp Lahm         | Bayern Múnich             |       |       |       |       | 1     | 1     | 1      |
|        | David Villa          | Valencia                  |       |       |       |       | 1     | 1     | 1      |

Los 24 jugadores que no recibieron ningún punto fueron los siguientes:
| Jugador                | Equipo                          |
| ---------------------- | ------------------------------- |
| Michael Ballack        | Bayern Múnich / Chelsea         |
| Tim Cahill             | Everton                         |
| Cesc Fàbregas          | Arsenal                         |
| Joe Cole               | Chelsea                         |
| Grégory Coupet         | Olympique de Lyon               |
| Cris                   | Olympique de Lyon               |
| Mahamadou Diarra       | Olympique de Lyon / Real Madrid |
| Michael Essien         | Chelsea                         |
| William Gallas         | Chelsea / Arsenal               |
| Steven Gerrard         | Liverpool                       |
| Ludovic Giuly          | Barcelona                       |
| Fabio Grosso           | Palermo / Internazionale        |
| / Claude Makélélé      | Chelsea                         |
| Florent Malouda        | Olympique de Lyon               |
| Edison Méndez          | Liga de Quito / PSV Eindhoven   |
| Juan Román Riquelme    | Villarreal                      |
| Arjen Robben           | Chelsea                         |
| Wayne Rooney           | Manchester United               |
| Willy Sagnol           | Bayern Múnich                   |
| Bastian Schweinsteiger | Bayern Múnich                   |
| Andriy Shevchenko      | Milan / Chelsea                 |
| Lilian Thuram          | Juventus / Barcelona            |
| Tiago Mendes           | Olympique de Lyon               |
| Fernando Torres        | Atlético de Madrid              |

## Curiosidades
- Papa Bouba Diop y El Hadji Diouf, primeros senegaleses en aparecer en la clasificación final del Balón de Oro.